# Eleições legislativas regionais na Madeira em 1992
As eleições legislativas regionais na Madeira em 1992, também designadas eleições para a Assembleia Legislativa da Região Autónoma da Madeira, realizaram-se a 11 de outubro e delas resultou a vitória da maioria do Partido Social Democrata (PPD/PSD), liderado por Alberto João Jardim.
A campanha eleitoral para as legislativas regionais na Madeira decorreu de 30 de setembro a 9 de outubro.
A abstenção foi de 33,47%, ou seja, dos 196 589 eleitores recenseados votaram 130 799.

## Partidos
Os partidos e coligações que concorreram às eleições para a Assembleia Legislativa da Região Autónoma da Madeira em 1992 foram os seguintes, listados por ordem alfabética:
| Sigla | Sigla   | Partido/Coligação                    |
| ----- | ------- | ------------------------------------ |
|       | CDS     | Partido do Centro Democrático Social |
|       | PCP–PEV | CDU – Coligação Democrática Unitária |
|       | PDA     | Partido Democrático do Atlântico     |
|       | PPD/PSD | Partido Social Democrata             |
|       | PSN     | Partido de Solidariedade Nacional    |
|       | PS      | Partido Socialista                   |
|       | UDP     | União Democrática Popular            |

## Resultados
Resultados regionais apurados pela Comissão Nacional de Eleições.

Resultados eleitorais por concelho.

| Partido                                  | Partido         | Candidato           | Votos   | Votos (%) | Votos (±) | Assentos | Assentos (%) | Assentos (±) |
| ---------------------------------------- | --------------- | ------------------- | ------- | --------- | --------- | -------- | ------------ | ------------ |
|                                          | PPD/PSD         | Alberto João Jardim | 74 369  | 56,86%    | −5,5%     | 39       | 68,42%       | −2           |
|                                          | PS              | -                   | 29 443  | 22,51%    | +5,72%    | 12       | 21,05%       | +5           |
|                                          | CDS             | -                   | 10 582  | 8,09%     | −0,1%     | 2        | 3,51%        | 0            |
|                                          | UDP             | -                   | 6 053   | 4,63%     | −3,1%     | 2        | 3,51%        | −1           |
|                                          | PCP–PEV(a)      | -                   | 3 868   | 2,96%     | +0,93%    | 1        | 1,75%        | +1           |
|                                          | PSN             | -                   | 3 154   | 2,41%     | +2,41%    | 1        | 1,75%        | +1           |
|                                          | PDA             | -                   | 753     | 0,58%     | −0,04%    | 0        | 0%           | 0            |
| Totais                                   | Totais          | Totais              | 128 222 |           |           | 57       |              |              |
| Votos em Branco                          | Votos em Branco | Votos em Branco     | 903     | 0,69%     | −0,05%    |          |              |              |
| Votos Nulos                              | Votos Nulos     | Votos Nulos         | 1 674   | 1,28%     | +0,13%    |          |              |              |
| Participação                             | Participação    | Participação        | 130 799 | 66,53%    | −1,12%    |          |              |              |
| ↑(a) PCP e PEV concorreram em coligação. |                 |                     |         |           |           |          |              |              |
| Fonte: Comissão Nacional de Eleições     |                 |                     |         |           |           |          |              |              |